# Saint-Jean-du-Corail-des-Bois
Saint-Jean-du-Corail-des-Bois es una población y comuna francesa, situada en la región de Baja Normandía, departamento de Mancha, en el distrito de Avranches y cantón de Brécey.

## Demografía
| 132 | 121 | 108 | 85 | 74 | 76 |
| Para los censos de 1962 a 1999 la población legal corresponde a la población sin duplicidades (Fuente: INSEE [Consultar]) |     |     |    |    |    |